# Samko Dudík
Samko Dudík (28. října 1880 Myjava – 25. května 1967 Myjava) byl slovenský lidový umělec, primáš, zpěvák, tanečník a sběratel lidových písní. Spolu se svými bratry a dalšími hudebníky založil kapelu Dudíkovci, se kterou působil především na západním Slovensku, na Moravě a v Česku.

## Životopis
Předkové Samka Dudík údajně pocházeli z českého města Příbram. Odtud se během náboženského pronásledování přesunuli přes Polsko na Myjavu, kde se věnovali pytlíkářství (tkaní měchů - pytlů do vodních mlýnů). Jeho matka Alžběta Zimáková byla třetí ženou otce Samuela. Spolu měli sedm dětí.
Zpěv a hudba ho přitahovaly již od dětství. Chtěl se podobat selským muzikantům, všímal si zručnost i kvality houslí, na které hráli. Už jako čtyřletý se naučil tančit čardáš. Spisovatelka Zuzka Zguriška něj vzpomínala takto: „Když se zamyslíme nad jeho prvním přístupem k hudbě, když si jako 9letý chlapeček poslepoval housličky ze staré Opálka a strun z matčina kolovrátku, vidíme, že už tehdy si přinesl na svět onu jiskřičku hudebního talentu, z níž vyrostla pozdější sláva…“
Na Myjavě založil s bratry dětskou kapelu, Později se spojil se skupinou cikánského primáše Baláže, se kterou se účastnil akcí v myjavských hostincích. Sem chodívali národovci až z Moravy. Těžká finanční situace v rodině a potřeba pokračování v otcově řemesle přinutila Samka, aby se odešel vyučit do kežmarské textilní školy. Odtud po roce a půl odešel a definitivně se rozhodl, že se bude věnovat hudbě. Působil s kapelou nejen ve svém regionu a nově vytvořeném myjavském kině Legie, ale prosadil se i jinde.
Když v roce 1897 hrál na svatbě dcery košarišského faráře Pavla Štefánika, okouzlil i jeho syna Milana. Štefánik ho tehdy požádal o kulturní spolupráci na studentských slavnostech vysokoškolského spolku Detvan v Praze a Československé jednoty. Tak se začala jeho pražská éra. Zde se setkal s českým houslovým virtuózem Kubelíkem a kolínským muzikantem Kmochem. Hrál i na protestní akci proti černovskýn událostem během jubilejní výstavy v Praze v roce 1908. Svými nebojácnými postoji provokoval maďarské četníky a jim podřízenou vrchnost, za což si mnohokrát vysloužil "arest". Se svými neodmyslitelnými houslemi nechyběl na žádném významném setkání na Slovensko-moravském pomezí. Pod vedením Samka se kapela zúčastnila např. i Všeslovanského sjezdu v Praze v roce 1913, kde okouzlila mnoho účastníků.
Během války dělal školníka v myjavské lidové škole, kde v provizorně zřízeném lazaretu hrával zraněným. A právě jeho vztah k národu mu vynesl - byť uznanému nevojáku - trest: když na oslavě Štěpána krále zahrál vedle jiných hymen i Slovenskou hymnu - přidělili ho k regimentu kanonýrů na srbskou frontu do Záhřebu. Po návratu domů v roce 1917 se podruhé oženil a velmi těžko dal dohromady kapelu. Tehdy se zrodilo i jeho přátelství s budoucím tvůrcem filmu Zem zpívá, výtvarníkem a fotografem Karlem Plickou. Množily se i další známosti - se zpěváky Jankem Blahou a Martinem Holým.
Hrál i s Českou filharmonií. Jeho úsilí obdivoval i Leoš Janáček, který jeho kapelu doporučil v roce 1927 na Světovou přehlídku hudeb do Frankfurtu nad Mohanem, kde Dudíkovci zvítězili; dokonce jí vybavil roce 1929 koncertní turné Londýn - Paříž - Moskva, ale Janáčkova předčasná smrt ho zmařila. Tyto úspěchy rozhodly o jeho působení v Praze, zpočátku sice pouze příležitostně, ale od roku 1932 se sem dočasně - na celých 12 let - i přestěhoval. Hrál ve vinárnách U Ondráčka, ve Fénixu, U Veselých, kde zpříjemňoval chvíle a připomínal domovinu slovenským umělcům, kteří zde také žili (Benka, Smrk, Novomeský, Andrašovan).
Kapela Samka Dudík hrávala v Uherském Hradišti i před Slováckou boudou na výstavě Slovácko 1937. Během Protektorátu se zapojil do odboje. Po zprávě, že ho sleduje Gestapo, se narychlo vrátil v roce 1944 na Myjavu, zcela bez úspor. Hrál v komedii Přítelkyně pana ministra spolu s hlavní představitelkou Adinou Mandlovou, O. Novým, J. Marvanem a M. Rosůlkovou, též hudebně spolupracoval se spisovatelkou Zuzkou Zguriškou během její krátké divadelně-filmové kariéry.
Dávné zklamání ze zmařené lákavé vidiny uměleckého růstu díky někdejšímu neuskutečněnému světovému turné mu vynahradila nabídka zájezdu s brněnským souborem, kde jako sólista již osmdesátiletý Samko v anglickém městě Llangholeu hrál a zpíval své milované písničky. Jeho nadšení pro lidovou píseň, neobyčejný temperament, s jakým ji šířil, ale i pokora, s níž vystupoval, ho provázely celý život.
Měl tři ženy a s nimi dvanáct dětí. Jeho pokračovatelem se stal jeho vnuk Miroslav (vedoucí Orchestru lidových nástrojů Slovenského rozhlasu v Bratislavě). Krátce před svou smrtí řekl: "Mně se bude odcházet snadno, neboť všechno, co jsem věděl, zanechávám ve svém vnukovi!"

## Dílo
"Málokterá osobnost tradiční lidové kultury zasáhla do kulturně-společenského života Slováků, Moravanů a Čechů tak jako on, čímž přesáhl nejen rodný region, ale i období, ve kterém žil. Prostřednictvím své kapely prosazoval myšlenku slovanské vzájemnosti a bratrství Čechů a Slováků, zvedal národní povědomí na obou stranách moravsko-slovenské hranice a v první polovině 20. století svým působením dokonce vzbudil upadající zájem o tradiční instrumentální hudbu na Moravě. Jeho podmanivá hra i široký repertoár se staly inspiračním zdrojem pro mnohé jeho současníky i následovníků. " píše Alžběta Lukáčová, Slovenská cimbalistka a zpěvačka, v monografii o Samko Dudíkovi, svém pradědečkovi.
Spolu se svými spoluhráči vytvořil vlastní, originální hudební styl, který dnes označujeme za typicky myjavský. Dudík během více než 70letého hudebního působení formoval jednotlivé instrumentální i pěvecké sestavy.
I Folklorní soubor Kopaničiar, založený v roce 1955, vznikl na jeho základech a tradicích.